# Anisodes decretaria
Anisodes decretaria là một loài bướm đêm trong họ Geometridae.